# شلاندرز
شلاندرز؛ ( تلفظ بالالمانية ['/andes]؛؛ (بالإيطالية: Silandro)‏ ‎[siˈlandro]‏ ) هي بلدية (بلدية) في جنوب تيرول في شمال إيطاليا، وتقع على بعد 50 كيلومتر (31 ميل) غرب مدينة بولزانو.

## نظرة عامة

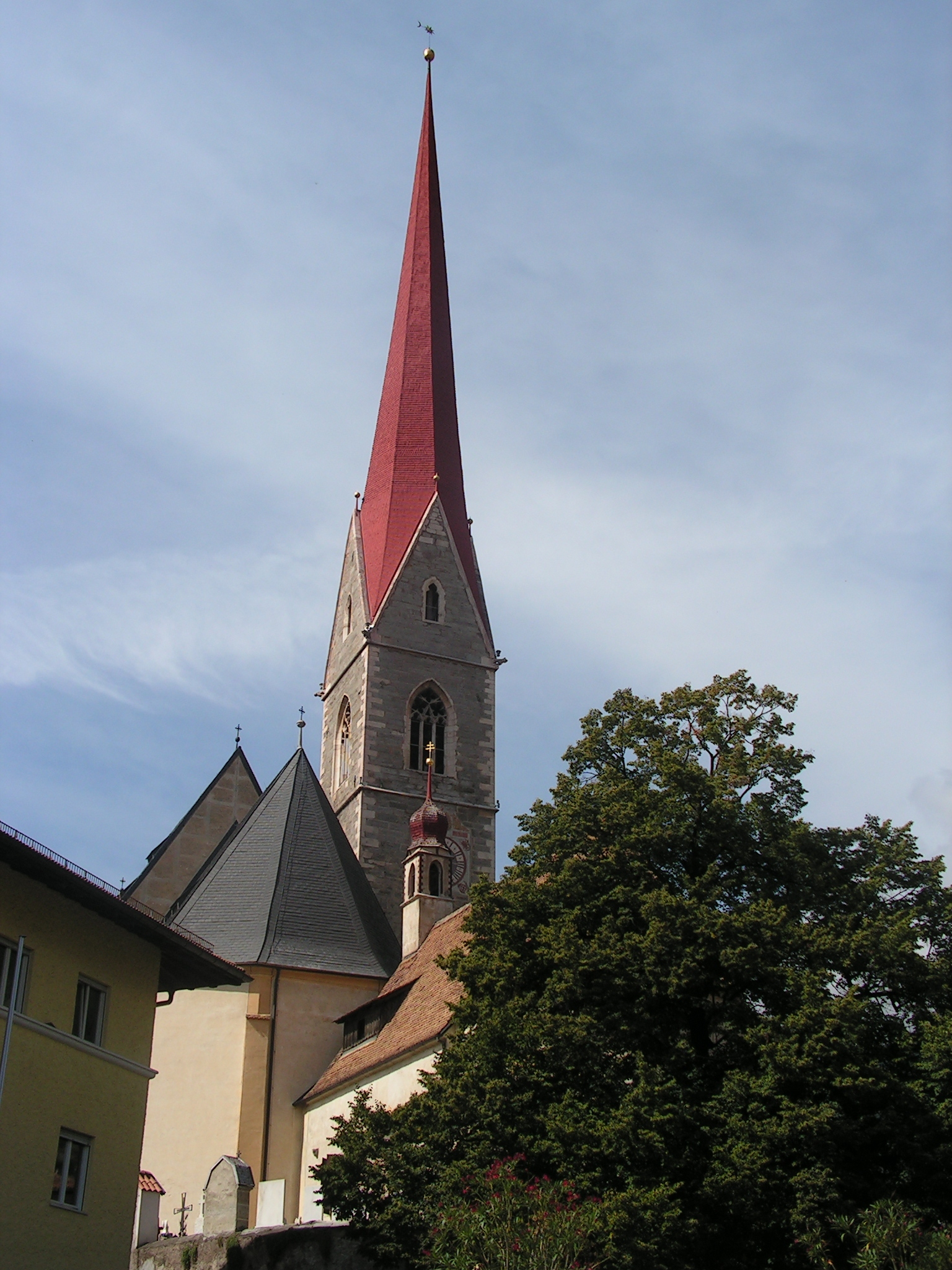
كنيسة أبرشية في شلاندرز.

تقع منطقة شلاندرز على حدود البلديات التالية: لاتش ، لاس ، مالز، مارتل، شنالز.
تعرف مدينة شلاندرز ببرج الكنيسة الذي يبلغ ارتفاعه 92 متر (302 قدم)، ويعرف أيضًا بأنه الأعلى في جنوب تيرول. عامل جذب آخر هو القلعة التي تم تجديدها، والتي تعمل الآن كقاعة مدنية (وكمكتبة عامة).
تم ذكر المنطقة لأول مرة رسميًا في 13 يونيو 1077 في صك تبرع، حيث سلم الإمبراطور الروماني المقدس هنري الرابع. المدينة إلى ألتوين، أسقف بريكسين. 

## المجتمع

### التوزيع اللغوي
وفقًا لتعداد عام 2011، 94.66٪ من السكان يتحدثون الألمانية، 5.19٪ يتحثون الايطالية و 0.14٪ يستعملون لادن كلغة أولى.

## مشاهير من المنطقة
- ماريان توملر (1887-1987) عالم لاهوت نمساوي وحاصل على الماجستير الثاني في رتبة توتوني من 1948 إلى 1970

الرياضة
- رينيه جوسبيرتي (مواليد 1971) سباح سابق ، شارك في الألعاب الأولمبية الصيفية 1992 و 1996
- نيكول جوس (مواليد 1980) متزلجة على جبال الألب ، شاركت في دورة الألعاب الأولمبية الشتوية 2002 و 2010
- توماس موريجل (مواليد 1981) متزلج عبر الضاحية ، شارك في دورة الألعاب الأولمبية الشتوية لعام 2010
- ستيفان ثاني (مواليد 1981) متزلج حر ، شارك في دورة الألعاب الأولمبية الشتوية 2018
- باربرا موريجل (مواليد 1982) متزلج عبر الضاحية وجندي
- توماس تراغوست (مواليد 1986) حارس مرمى هوكي الجليد
- كيفن ستروبل (مواليد 1997) لاعب تنس الريشة

## المدن التوأم
- Trecenta, Italy

## روابط خارجية
- الموقع الرسمي باللغة الألمانية